# Ninox sumbaensis
El nínox de Sumba chico, ninox pequeño de las Sumba o ninox menor de Sumba (Ninox sumbaensis) es una especie de ave estrigiforme de la familia Strigidae endémica de la isla indonesia de Sumba. Está amenazado por la pérdida de hábitat.

## Historia
En la década de 1980, los ornitólogos sabían que había una especie desconocida de búho en la isla de Sumba. Un análisis filogenético realizado en una muestra de pluma expuso que era una especie desconocida en el género Ninox. El ave tenía una llamada característica, un silbido bajo "who", repetido en intervalos de cuatro segundos, lo que lo distingue de otras especies conocidas de búhos. Cuando esta llamada fue grabada y reproducida hubo una respuesta de aves residentes. A fines de 2001 se obtuvo un espécimen del ave, lo que permitió realizar una descripción detallada por primera vez, fue nombrado Ninox sumbaensis.

## Ecología
Poco se sabe de esta ave. Se han observado varias parejas en el bosque primario y secundario, pero no en el terreno abierto circundante donde el nínox de Sumba caza. El estado de conservación de este búho es considerado «en peligro» por la Unión Internacional para la Conservación de la Naturaleza, ya que tiene un área de distribución pequeña, una población total moderadamente pequeña y es probable que disminuya debido a la tala de los bosques donde vive.